# CAB (banda)
Bunny Brunel, es un músico Franco-estadounidense que ha interpretado junto a bandas notables de diversos géneros (sobre todo de Jazz), como Chick Corea, Herbie Hancock, Wayne Shorter y algunos otros. Es uno de los miembros fundadores de la banda de Jazz Fusion CAB (Banda), junto a los músicos Tony MacAlpine y Dennis Chambers, con la que ha grabado hasta ahora 4 álbumes de estudio y uno en directo.

## Discografía
- For You to Play (1994)
- Touch (1996)
- Momentum (1996)
- Brunel's LA Zoo (1998)
- LA Zoo Revisited (2005)
- Cafe Au Lait (2005)
- Dedication (2006)

con CAB:
- Cab 1 (2000)
- Cab 2 (2001)
- Cab 4 (2003)
- Theatre De Marionnettes (2009)

con Pomeroy:
- "Cocoon Club" (2001)

## Sitios Externos
- Sitio oficial de Bunny Brunel

- Datos: Q2740467